# 納瓦霍山米申 (亞利桑那州)
納瓦霍山米申（英語：Navajo Mountain Mission）是位於美國亞利桑那州可可尼諾縣的一個非建制地區。該地的面積和人口皆未知。

## 地理
納瓦霍山米申的座標為36°56′05″N 110°46′34″W / 36.93472°N 110.77611°W，而該地的平均海拔高度為1863米（即6112英尺）。